# Wendel Bollman
Wendel Bollman est un ingénieur civil autodidacte américain né à Baltimore, Maryland, le 21 janvier 1814, et mort le 2 janvier 1884 .

## Biographie
Il est le fils de Thomas Bollman et Ann B. Bollman qui venaient d'Allemagne. Thomas Bollman a participé à la milice de Baltimore pour défendre la ville contre une attaque anglaise pendant la guerre anglo-américaine de 1812. Il meurt à l'âge de 44 ans, le 17 avril 1819. Wendel Bollman n'a que 5 ans. Il n'a que 14 ans quand il participe à une parade pour célébrer la pose de la première pierre de la ligne de la compagnie de chemin de fer Baltimore and Ohio Railroad', le 4 juillet 1828. Il est apprenti chez un charpentier de Baltimore en 1827. Il a commencé à poser des rails pour la compagnie dès 1829, pour la voie entre Baltimore et Ellicot Mills sous la direction de George W. Whistler.
Entre 1830 et 1837 il travaille comme charpentier pour construire des maisons à Natchez puis revient à Baltimore où il ouvre sa propre entreprise de charpente. En 1838, alors qu'il construit une maison à Harpers Ferry, on lui demande de il travailler pour reconstruire des parties du pont en bois de la ligne du Baltimore and Ohio Railroad franchissant le Potomac qui a été réalisé par Benjamin Latrobe et Lewis Wernwag en 1836 mais qui donnait des signes de faiblesse après un an de service. Peu après il est embauché comme contremaître pour les ponts par la compagnie de chemin de fer.
N'ayant pas de formation universitaire, il s'est formé à la conception des ponts par lui-même et en étant un assistant de l'ingénieur en chef de la ligne, Benjamin Latrobe. Sa compétence va augmenter et acquérir plus de responsabilités quand Benjamin Latrobe va se consacrer à l'extension de la ligne entre Cumberland et Wheeling.
En 1848 il devient le responsable (master of road) de tous les ponts de la ligne du Baltimore and Ohio Railroad. En 1849, Albert Fink est embauché par Benjamin Latrobe.
Les ponts en bois ont une durée de vie de 10 à 15 ans et doivent commencer à être changés. Dès la fin des années 1840, Benjamin Latrobe a prévu de remplacer les ponts en bois par des ponts en fer forgé et en fonte. Les premiers ponts en fer forgé ont été construits aux États-Unis par Squire Whipple au-dessus du canal Érié en 1840, par Richard Boyse Osborne (1815-1889), pour le Manayunk Bridge près de West Manayunk, premier pont ferroviaire entièrement métallique aux États-Unis, pour la compagnie Philadelphia & Reading Railroad, en 1845, et par James Milholland pour le Plate Girder Bridge pour la compagnie Baltimore and Susquehanna Railroad, en 1847. L'effondrement d'un pont en fer forgé construit par la Rider Iron Bridge Company de Nathaniel Rider (1790-1848) en 1849, a fait douter de leur résistance. La crue du 7 octobre 1847 a emporté des ponts en maçonneries sur la Little Patuxent River et à Bladensburg de la branche de Washington de la ligne qui doivent être reconstruits. Dans un message du président de la compagnie, en 1849, il envisage de reconstruire les tabliers des ponts en fer en les appuyant sur les culées en maçonnerie.

Pont en treillis Bollman

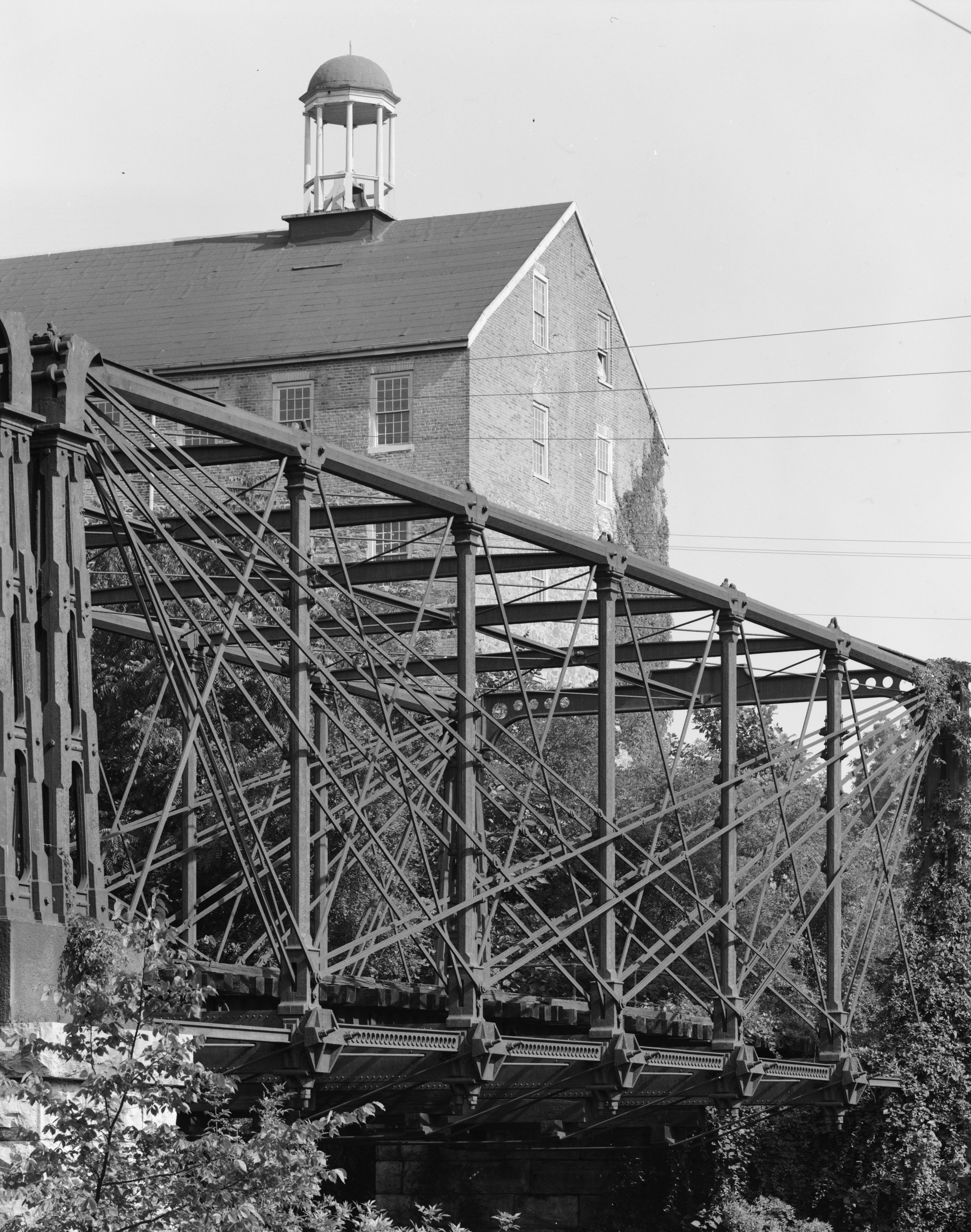
Pont ferroviaire Bollman, à Savage, comté de Howard (Maryland)

Wendel Bollman propose un projet de pont métallique. La poutre proposée par Bolleman est une poutre en treillis brevetée par Thomas Willis Pratt en 1844 renforcée par un système de barres à œil obliques en fer forgé reliant les nœuds inférieurs des montants intermédiaires de la poutre Pratt aux nœud supérieurs des montants situés au droit des appuis. Les charges au droit des montants intermédiaires sont reprises par les barres à œil et transmises directement aux appuis. Dans cette poutre treillis, la membrure supérieure de la poutre Pratt est comprimée et la membrure inférieure est peu sollicitée. Wendel Bollman a cherché à donner à la poutre une redondance structurelle lui permettant d'éviter un effondrement en cas de rupture d'un élément, montant vertical ou barre à œil. Ce système de barres à œil se rapproche de la suspension d'un pont aussi dans ses premières appellations il apparaît comme pont suspendu et à treillis. Benjamin Latrobe lui a donné son accord au projet. Le premier construit par Bollman suivant sa conception, en 1850, est celui sur la Little Patuxent River à côté de l'usine de Savage, près de Laurel (Maryland). Dans son rapport rédigé en 1850, Benjamin Latrobe indique que le pont a donné toute satisfaction et sa confiance dans le développement de ce type de pont. Wendel Bollman va alors entreprendre de reconstruire les ponts sur la Patapsco à Elysville (ou Daniels), dans le Maryland, et le pont appelé Winchester span à Harpers Ferry terminé en 1851 qui a été considéré comme le prototype des ponts en treillis Bollman.
En 1850 et 1851, il reconstruit en fer forgé et fonte le pont construit en bois par Benjamin Latrobe et Lewis Wernwag à Ferrys Harper. La capacité de chargement du pont a transformé la construction des ponts.

Pont ferroviaire en treillis Bolleman, à Ferrys Harper
Cotation des panneaux composant la poutre
Vue isométrique du Winchester span
Vue éclatée des différents éléments composant une poutre en treillis Bolleman

Wendel Bollman a obtenu le brevet pour la poutre Bollman le 6 janvier 1852.
En 1858, Wendel Bollman a démissionné de la Baltimore and Ohio Railroad. Avec deux de ses assistants dans la compagnie, John H. Tegmeyer et John Clark, la société de construction de ponts W. Bollman and Company. Cette société a été la première aux États-Unis à concevoir, fabriquer et monter des ponts métalliques.

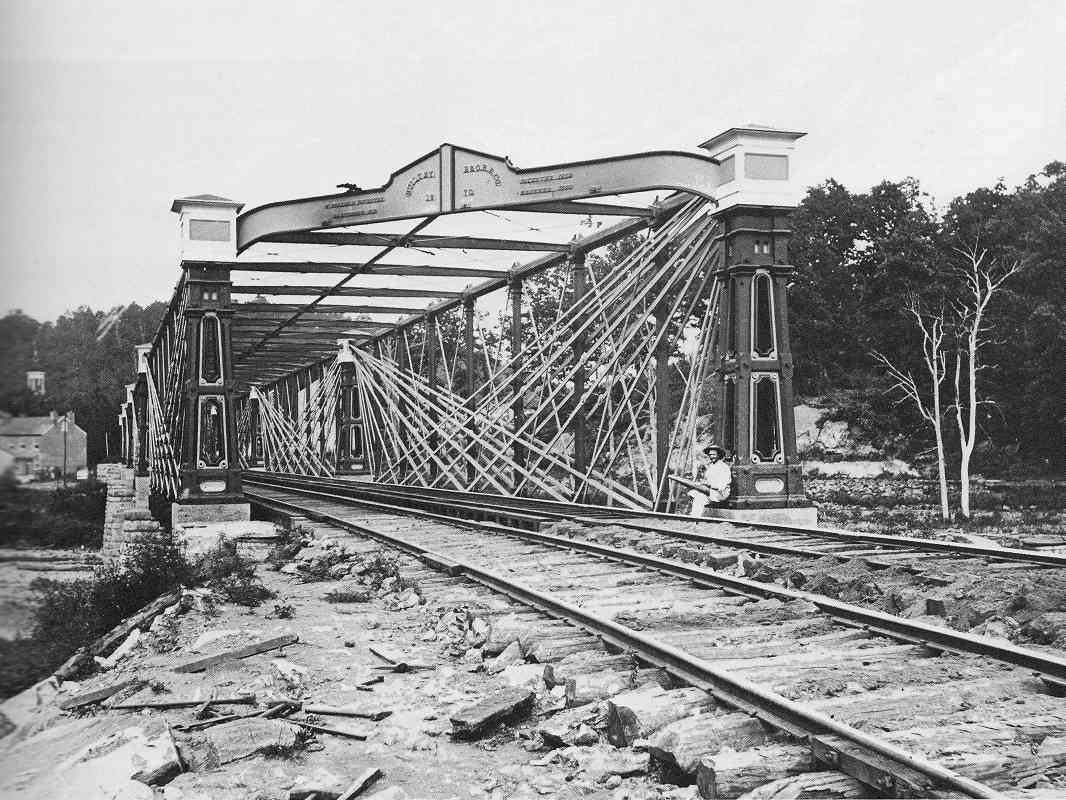
Lower Elysville Bridge

La séparation entre Wendel Bollman et la compagnie Baltimore and Ohio Railroad n'est pas totale car elle a passé commande à Bolleman de ponts pour le remplacement des anciens ponts en bois.
La société implantée à Baltimore a dû s'arrêter pendant la guerre de Sécession. Il a fondé la société Patapsco Bridge and Iron Works, à Baltimore, en 1865. Cette société a été dissoute après la mort de Wendel Bollman, en 1884. a société a construit des ponts au Mexique, à Cuba et au Chili. Au total près de 100 ponts ont été construits suivant le brevet de pont Bollman dans l'est des États-Unis et en Amérique Centrale et du Sud. Avec les quelques ponts qui ont survécu, il reste aussi la structure métallique du dôme de l'hôtel de ville de Baltimore.

## Brevet
- United States Patent and Trademark Office : Brevet no 8 624, Construction of bridges, donné à Wendel Bollman, Baltimore, Maryland, le 6 janvier 1852